# 沖野悟

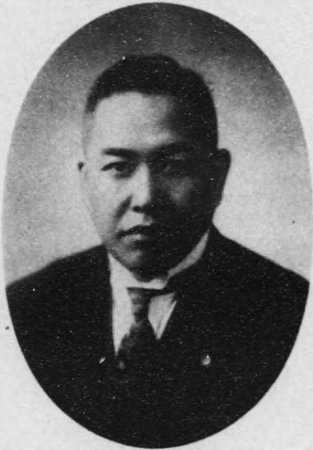
沖野悟

沖野 悟（おきの さとる、1901年〈明治34年〉1月 - 1964年〈昭和39年〉5月1日）は、日本の内務・警察官僚。官選県知事。

## 経歴
広島県出身。沖野広松の長男として生まれる。第一高等学校を首席で卒業。1924年、東京帝国大学法学部法律学科（独法）を卒業。内務省に入省し土木属となる。同年11月、高等試験行政科試験に合格。
以後、地方警視として秋田県、兵庫県、神奈川県で勤務。さらに、都市計画地方委員会事務官兼地方事務官、大阪府工場監督官、宮崎県書記官・警察部長、茨城県書記官・警察部長、内務書記官・警保局防犯課長、埼玉県書記官・総務部長、福岡県総務部長などを歴任。
1942年7月、高知県知事に就任し、戦時下の対応に尽力。1943年6月、北海道庁参事官に転じた。1945年4月、岐阜県知事に発令され、戦災、本土決戦への対応に尽力し終戦を迎えた。同年10月27日、知事を依願免本官となり退官。その後、公職追放となる。

## 著作
- 『土佐風詠 : 俳句集』沖野悟、1944年。